# 나막신
나막신은 말 그대로 나무로 만든 신발을 뜻한다. 목혜(木鞋), 목리(木履), 평극(平屐)이라고도 한다. 여기서 평극은 ㅡ 모양 또는 ㅠ 모양 나무판에 ㅅ 모양 끈이 달린 형태의 나막신만을 가리킨다.
비가 오는 날에 옷자락이 젖거나 진 땅에 발이 빠지는 것을 방지하기 위해서 또는 돌멩이 등으로 거친 땅 위를 걸어야 할 때 신었으며, 갖신(가죽신)이 비싸서 구하기 어려웠던 옛 서민층이 마른 날에도 일상에서 짚신과 함께 나막신을 신고 다니기도 했다.

## 형태

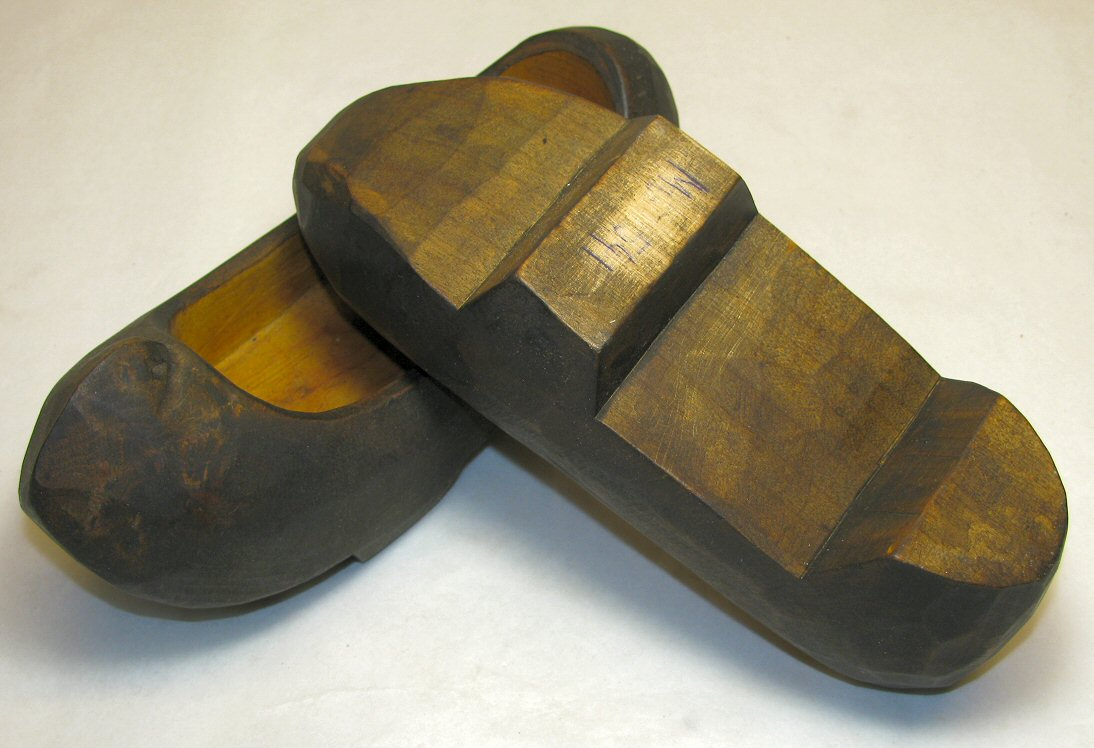
선형 나막신

한국의 나막신은 크게 판형(板形)과 선형(船形)으로 구분한다. 판형은 ㅡ 모양 또는 ㅠ 모양 나무판에 ㅅ 모양 끈을 달아 발가락 사이로 걸어 신는 방식이고, 선형은 나무를 배 모양으로 깎아 갖신 처럼 발을 감싸 넣어 신는 방식이다.
삼국시대 유적과 조선시대 유적에서 발굴한 나막신 유물들로 볼 때 오래 전부터 판형과 선형 나막신을 함께 사용해 온 것으로 보인다. 아산 갈매리 저습지 유적, 익산 미륵사지, 경산 임당동 저습지 유적, 부산 기장군 가동유적, 능산리 절터 유적, 종로구 청진지구 유적 등지에서 삼국시대와 조선시대 나막신 유물들이 확인된 바 있다. 2010년 부여에서는 백제시대 선형 나막신 1쌍이 수습되기도 했다.